# Радио (журнал)

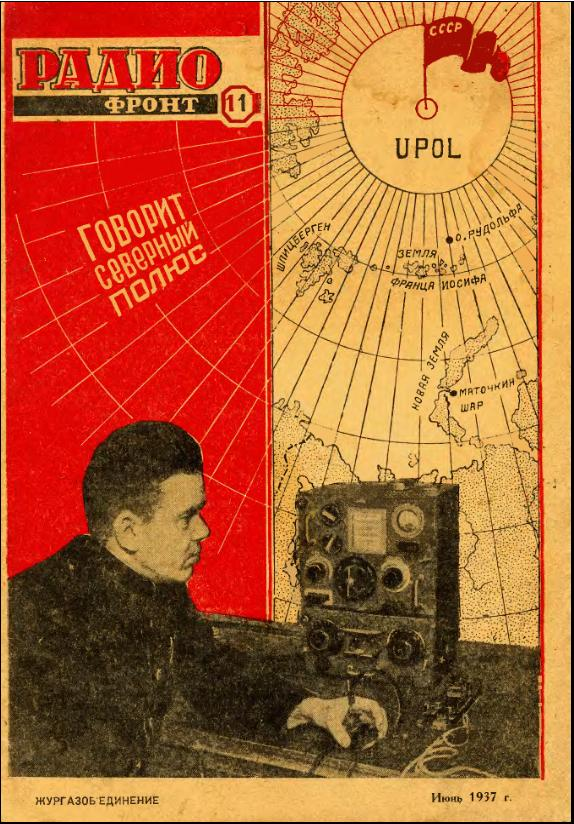
Журнал «Радиофронт» за 1937 год

«Радио» — массовый ежемесячный научно-технический журнал, посвящённый радиолюбительству, домашней электронике, аудио/видео, компьютерам и телекоммуникациям.

## История
Предшественники журнала:
- Журнал «Радиолюбитель», первый выпуск вышел 15 августа 1924 года и выходил раз в две недели[2].
- Журнал «Друг радио», вышел в свет в ноябре 1924 года в Ленинграде — орган Общества радиолюбителей РСФСР и Северо-Западной области, выпускался раз в месяц на протяжении двух лет[1].
- Журнал «Радио всем», первый выпуск вышел в сентябре 1925 года[3], периодичность — два раза в месяц[1]. В начале 1930 года (или в середине 1929 года[1]) был переименован в «Радиофронт»[4].
- В конце 1930 года (или в июле 1930 года[1]) произошло слияние редакций журналов «Радиофронт» и «Радиолюбитель». В дальнейшем журнал выходил под названием «Радиофронт» до июля 1941 года.
- Первый послевоенный номер журнала вышел в январе 1946 года под названием «Радио»[1][5].

Указом Президиума Верховного Совета СССР от 14 августа 1974 года, журнал «Радио» был награждён орденом Трудового Красного знамени.

## Основные тематические разделы журнала
- Электротехника
- Радиоприём
- Измерения
- Компьютеры
- Микропроцессорная техника
- Источники питания
- Радиолюбителю-конструктору
- Прикладная электроника
- Электроника за рулём
- Справочный листок
- «Радио» — начинающим
- «Радио» — о связи
- Наша консультация
- Доска объявлений

## Главные редакторы
- 1946—1952 — Николай Афанасьевич Байкузов (1901—1952), председатель Совета Центрального радиоклуба ДОСААФ, генерал-майор инженерной службы;
- 1952 — июль 1953 — и. о. редактора зам. ред. О. Г. Елин;
- июль 1953 — Б. Н. Можжевелов;
- 1954 — январь 1974 — Феодосий Вишневецкий (1905—1974)
- 1973 — май 1998 года — Анатолий Гороховский (1925—2003);
- Май 1998 — апрель 2010 — Юрий Крылов (ум. 10 января 2011 года).
- С апреля 2010 года — Владимир Чуднов (до этого — зам. главного редактора).

## Редакционная коллегия
- В. И. Верютин
- А. В. Голышко
- А. С. Журавлёв
- Б. С. Иванов
- Е. А. Карнаухов — ответственный секретарь
- С. Н. Комаров (UA3ALW)
- А. Н. Коротоношко
- В. Г. Маковеев
- С. Л. Мишенков (RN3AA)
- А. Л. Мстиславский
- А. Н. Попов
- Б. Г. Степанов (RU3AX) — первый зам. главного редактора
- Р. Р. Томас (RZ3AA) — президент Союза радиолюбителей России
- В. В. Фролов
- И. Т. Акулиничев

## Памятные публикации
- Журнал неоднократно публиковал обучающие циклы для начинающих. Первый цикл статей «Шаг за шагом», начатый в мае 1959 года, начинал с основ радиопередачи и приёма, а заканчивал постройкой сетевого лампового супергетеродинного вещательного приёмника ДВ и СВ.
- Карманный радиоприёмник В. Плотникова «Москва» (№ 11 за 1959 г.) стал одной из самых популярных любительских конструкций на транзисторах[7] (в 1959 г. журнал проводил конкурс любительских транзисторных приемников, и В. Плотников получил приз за разработку, наиболее пригодную для массового повторения)[8]. Журналу даже пришлось повторить публикацию в 1963 г.[9]
- В 1970 году в журнале было опубликовано описание легендарного радиолюбительского трансивера Юрия Кудрявцева (UW3DI) на электронных лампах[10][11].
- В 1983 году в журнале публиковалось описание и схема первого советского радиолюбительского компьютера «Микро-80».
- В 1986 году в журнале были опубликованы схемы, описания и коды программ радиолюбительского компьютера «Радио 86РК», намного более простого в сборке и наладке, чем «Микро-80», и программно совместимого с ним[12].
- В 1990 году в журнале был опубликован цикл статей о персональном радиолюбительском компьютере «Орион-128», который был совместимым с РК-86, но обладал более широкими возможностями.
- В 1991 году в журнале была опубликована статья «ДУ Василия Билецкого», в которой автор предложил способ дистанционного управления телевизором при помощи тонких верёвочек[13]. Эта статья вызвала весьма неоднозначную реакцию в среде подписчиков[14].